# Pierre Ouvrard
Pour l’article homonyme, voir Ouvrard.
Pierre Ouvrard, né le 8 février 1929 et décédé le 5 septembre 2008, est un relieur d'art québécois.

## Biographie

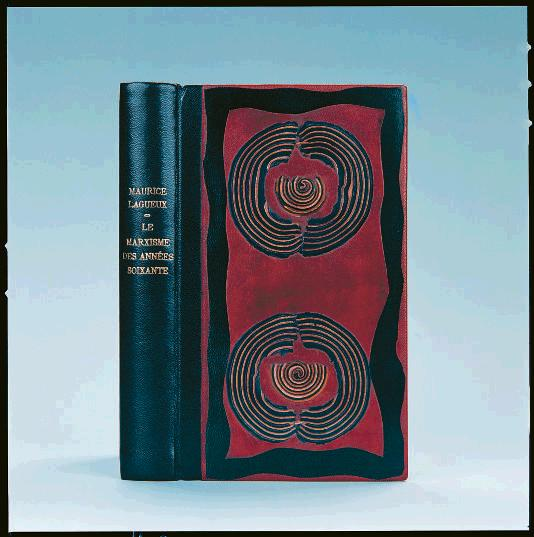
Reliure par Pierre Ouvrard pour Le marxisme des années soixante: une saison dans l'histoire de la pensée critique, de Maurice Lagueux (Bruce Peel Special Collections Library, University of Alberta)

Pierre Ouvrard étudie à l'École des arts graphiques de Montréal (1943-1946). De 1949 jusqu'à sa retraite en 2004, il travaille dans ses ateliers de Montréal puis de Saint-Paul-de-l'Île-aux-Noix, où il réalise entre autres, de 1973 à 2004, les reliures des Prix du Gouverneur général. Ses créations l'amènent à collaborer avec nombre d'artistes, dont Michel Beaulieu, René Derouin, Fernand Bergeron, Roland Giguère, André L'Archevêque, Claude Le Sauteur, Gilles Vigneault, Muriel Faille, Francine Simonin et la romancière Hélène Ouvrard, sa sœur. Il participe ainsi à l'essor de l'art moderne au Québec. Ses œuvres ont fait l'objet d'expositions aussi bien en France, en Espagne qu'à San Francisco. La University of Alberta possède la collection la plus complète de ses œuvres; on en retrouve également à l'Université de Montréal. 
Le travail de Pierre Ouvrard constitue selon Michael Wilcox, lui-même maître relieur, « une collection d'œuvres d'une importance sans égale dans l'histoire récente de la reliure artisanale au Canada ».

## Honneurs
- 1979 - Membre de l'Académie royale des arts du Canada, pour ses réalisations artistiques
- 1983 - Membre de l'Ordre du Canada, pour la diffusion de la reliure canadienne dans le monde

### Filmographie
- Pierre Ouvrard, artisan relieur, réalisation Vincent Guignard, Les Films du Lieu, 2006